# Bárbara Latorre
Pour les articles homonymes, voir Latorre.
Bárbara Latorre Viñals, née le 14 mars 1993 à Saragosse, est une footballeuse internationale espagnole, évoluant au poste d'attaquante à l'AS Rome.

## Biographie

### Carrière en club
Latorre commence sa carrière senior en tant que joueuse de futsal dans le championnat féminin espagnol. En 2011, ses capacités de buteuse attirent l'attention du Prainsa Zaragoza, club de Primera División , qui cherche une attaquante pour son équipe réserve. Elle évolue deux ans au club, passant rapidement dans l'équipe principale. Lors de sa deuxième saison au club, l'équipe est finaliste de la Copa de la Reina (perdant face à Barcelone), et se classe septième de la Primera División.
Latorre ne renouvèle pas son contrat avec Saragosse à la fin de la saison 2012-2013, et décide de rejoindre l'Espanyol, alors classé cinquième. À la fin de sa première saison à l'Espanyol, elle fait partie des 11 meilleures buteuses de la saison 2013-2014, avec 13 buts.
En 2015, Latorre rejoint Barcelone, alors champion pour la quatrième fois consécutive, après le départ de certaines de leurs joueuses clés. Elle s’établit rapidement comme l'une de leurs attaquantes majeures, marquant 9 buts lors de la première partie de saison du championnat 2015-2016,.

### Carrière internationale
Son premier match international a lieu le 15 septembre 2016, en tant que remplaçante pour l'Espagne lors des qualifications de l'Euro féminin 2017, match gagné 13-0 contre le Monténégro à Las Rozas de Madrid.
Elle participe avec l'Espagne au championnat d'Europe 2017 organisé aux Pays-Bas.